# Chaetobranchus flavescens
Chaetobranchus flavescens és una espècie de peix de la família dels cíclids i de l'ordre dels perciformes.

## Morfologia
- Els mascles poden assolir 21 cm de longitud total[3] i les femelles 26.[4]

## Reproducció
Té lloc durant l'estació de les pluges.

## Alimentació
Menja plàncton.

## Hàbitat
És una espècie de clima tropical entre 24 °C-26 °C de temperatura.

## Distribució geogràfica
Es troba a Sud-amèrica: conques dels rius Amazones (Perú i Brasil) i Orinoco (riu Apure, Veneçuela), i rius de la Guaiana, Surinam, la Guaiana Francesa i Amapá (Brasil).